# 보호법익
보호법익이란 형법이 보호할 가치가 있는 이익 또는 가치, 즉 구성요건에 의하여 보호되는 추상적이고 관념적인 대상을 말한다. 즉, '법의 규정이 보호하고자 하는 이익'이다. 예를 들면, 절도죄에서 재물의 소유권, 살인죄에서는 사람의 생명이 이에 속한다. 보호법익은 추상적, 관념적이라는 점에서, 구체적이고 물리적인 공격의 대상인 객체와는 차이가 난다.

## 기능
1. 입법자에게 무엇을 보호해야 하는지를 제시해 주는 기능을 한다.
2. 법익은 형법의 목적론적 해석을 지도하는 이념이 되는 기능을 한다.
3. 법익은 범죄의 체계적인 분류를 가능하게 해 주는 기능을 한다.
4. 보호의 정도에 따른 침해범과 위험범을 구별하게 해 주는 기능을 한다.

## 참고 문헌
손동권, 『체계적 형법연습』, 율곡출판사, 2005. (ISBN 8985177915)